# Gorit
Gorit (in russo Горит?) è un singolo della cantante ucraina Dorofjejeva, pubblicato il 20 novembre 2020 come primo estratto dal primo EP Dofamin.
È stato candidato per lo YUNA alla miglior canzone cantata in un'altra lingua.

## Video musicale
Il video musicale, diretto da Tanja Muïn'o, è stato reso disponibile il 20 novembre 2020 in concomitanza con l'uscita del brano ed è finito in lizza per il premio di Muz-TV al miglior video femminile.

## Tracce
Testi e musiche di Nadija Dorofjejeva, Oleksij Andrijovyč Potapenko e Volodymyr Kaharlyk.
Download digitale, streaming
1. Gorit – 3:01

Download digitale, streaming – DJ Lil Puto Remix
1. Gorit (DJ Lil Puto Remix) – 2:56

## Classifiche

### Classifiche settimanali
| Classifica (2021) | Posizione massima |
| ----------------- | ----------------- |
| Russia            | 6                 |
| Ucraina           | 2                 |

### Classifiche di fine anno
| Classifica (2021) | Posizione |
| ----------------- | --------- |
| Russia            | 29        |
| Ucraina           | 27        |